# Stephan Nyeland
Stephan Peter Nyeland, född 12 september 1845 i Korsør, död 11 december 1922, var en dansk trädgårdsmästare. 
Nyeland, som var son till grosshandlare Thomas Nyeland, avlade preliminärexamen vid latinskolan i Roskilde 1861 och kom därefter i lära hos handelsträdgårdsmästare Frederik Julius Koch i Köpenhamn. Han avlade trädgårdsmästarexamen vid Landbohøjskolen 1866, och efter en tid i denna läroanstalts trädgårdar och i Tranekærs slott trädgårdar på Langeland omlade han den gamla trädgården och anlade den nya trädgården vid Gyldenholm på Själland. År 1869 anställdes han som assistent vid Landbohøjskolens trädgårdar, avlade 1871 examen i driveri och blomsterodling och senare examen i Gent. År 1875 inrättade han en trädgårdsskola på Skovlyst vid Charlottenlund, där det gavs såväl teoretisk som praktisk undervisning. Året därpå uppfördes en ny huvudbyggnad och skolan fick namnet Vilvorde. Utöver undervisningen de egentliga trädgårdsämnena undervisades där även i allmänna folkhögskoleämnen, och 1877 gav kultusministeriet tillstånd till att där avlägga examen under tillsyn av en examenskommission. Det anordnades även årligen en kurs för kvinnor, vidare kurs i användning av frukt och grönsaker och kurs i trädgårdsskötsel för skollärare. År 1905 avgick Nyeland som direktör för skolan. Han utvecklade en tämligen betydande litterär verksamhet; 1873 utkom Frugthavedyrkningen (andra upplagan 1879), 1877 Køkkenhavedyrkningen, 1878 Blomstervennen (sjätte upplagan 1907), 1880 Havevennen, 1893 Frugttrædyrkning og Frugtanvendelse samt Frugtanvendelse med Tillæg om Grøntsagers Henkogning og Tørring och 1896 Køkkenhavedyrkningen samt Køkkenurternes Anvendelse. Vid skolan fanns en trädgård på 10 hektar.